# Matteo Furlan
Matteo Furlan (né le 29 mai 1989 à San Vito al Tagliamento) est un nageur italien spécialiste de la nage en eau libre.

## Palmarès

### Championnats du monde
- Championnats du monde 2015 à Kazan ( Russie) :
  -  Médaille de bronze du 5 km en eau libre
  -  Médaille de bronze du 25 km en eau libre

### Championnats d'Europe
- Championnats d'Europe 2016 à Hoorn ( Pays-Bas) :
  -  Médaille d'argent du 25 km en eau libre
- Championnats d'Europe 2018 à Glasgow ( Royaume-Uni) :
  -  Médaille de bronze du 25 km en eau libre
- Championnats d'Europe 2020 à Budapest ( Hongrie) :
  -  Médaille d'argent du 25 km en eau libre